# 秋山和慶
秋山 和慶（あきやま かずよし、1941年〈昭和16年〉1月2日 - 2025年〈令和7年〉1月26日）は、日本の指揮者。東京交響楽団桂冠指揮者、バンクーバー交響楽団桂冠指揮者、広島交響楽団永久桂冠名誉指揮者。日本指揮者協会5代目会長。Osaka Shion Wind Orchestra芸術顧問。洗足学園音楽大学芸術監督・特別教授。

## 人物・来歴

### 生い立ちから桐朋学園大学卒業まで
商社に勤める父・友一の長男として東京都品川区荏原で出生。母・美弥子は宮崎県生まれ、東京音楽学校師範科出身のピアニストであった。父が学んだ青山学院に入学し青山学院初等部、青山学院中等部、桐朋女子高等学校音楽科を経て、桐朋学園大学音楽学部卒業。
指揮法を齋藤秀雄、ピアノを井口秋子、ホルンを千葉馨、打楽器を岩城宏之に師事。「齋藤メソッド」（指揮法）の継承者であり、小澤征爾、山本直純らと共に齋藤秀雄の門下生。齋藤の下で厳しい指導を受ける。

### 指揮者デビューと海外での演奏活動
1964年に東京交響楽団を指揮してデビュー。大阪フィルハーモニー交響楽団指揮者、カナダのトロント交響楽団副指揮者を経て、1972年から1985年までバンクーバー交響楽団音楽監督（現桂冠指揮者）。1973年から1978年までアメリカ交響楽団音楽監督、1985年から1993年までシラキュース交響楽団音楽監督（現名誉指揮者）を務める。
クリーヴランド管弦楽団、ニューヨーク・フィルハーモニック、シカゴ交響楽団、フィラデルフィア管弦楽団、ボストン交響楽団、ロサンジェルス・フィルハーモニック、サンフランシスコ交響楽団、ロイヤル・フィルハーモニー管弦楽団、ケルン放送交響楽団、ハンブルク北ドイツ放送交響楽団、スイス・ロマンド管弦楽団、チューリッヒ・トーンハレ管弦楽団など、アメリカ、カナダ、ヨーロッパなどのオーケストラに多数客演。

### 日本での演奏活動
1963年から東京交響楽団専属指揮者、1968年から2004年まで同楽団音楽監督・常任指揮者として40年間にわたり東京交響楽団の指揮者を務め、2004年からは桂冠指揮者。1967年から大阪フィルハーモニー交響楽団指揮者、1986年から1994年まで同楽団首席指揮者。1988年から1998年まで札幌交響楽団ミュージック・アドバイザー・首席指揮者。1998年から広島交響楽団首席指揮者・ミュージックアドバイザー、2004年から2017年まで同楽団音楽監督・常任指揮者（現永久桂冠名誉指揮者）。2004年から2013年まで九州交響楽団ミュージックアドバイザー・首席指揮者（現桂冠指揮者）を務めた。NHK交響楽団での指揮も多い。
2010年から中部フィルハーモニー交響楽団芸術監督・首席指揮者。2020年から日本センチュリー交響楽団ミュージックアドバイザー、2022年から岡山フィルハーモニック管弦楽団ミュージックアドバイザーを務める。
吹奏楽にも造詣が深く、2003年からOsaka Shion Wind Orchestra芸術顧問を務めている。
2014年に指揮者生活50年を迎え、回想録「ところで、きょう指揮したのは？」 （共著／アルテスパブリッシング刊）を翌2015年に出版。
2024年には指揮者生活60年を迎え、記念公演（東京交響楽団第724回定期演奏会）を指揮する。
2025年1月23日、指揮活動からの引退が所属事務所を通じて家族より発表された。1月1日に自宅で転倒して頚椎を損傷、当初は8月に復帰予定だったが手足に後遺症が残り、家族と話し合った結果、今後の活動は困難と判断し引退を決めたという。

### 斎藤メソッド
1984年には、恩師・斎藤秀雄を偲んで小澤征爾と共に「斎藤秀雄メモリアルコンサート」を開催。このコンサートがサイトウ・キネン・オーケストラの発足につながる。
1969年に洗足学園大学（現：洗足学園音楽大学）音楽学部客員教授、1989年に同大学専任教授 兼 附属指揮研究所長に就任。2011年に洗足学園音楽大学特別教授 兼 芸術監督に就任。斎藤メソッドの後進指導にもあたっており、指揮法やオーケストラについて解説したDVDにも出演している（ビクター・エンタテインメント）。
2012年6月より日本指揮者協会第5代会長を務める。

### 死去
2025年1月26日午後10時57分、肺炎のため入院先の病院で死去。84歳没。没後、東京交響楽団や広島交響楽団など関係の深かった楽団から、追悼のコメントが公式サイトより発表された。

## 受賞・栄典
- 1974年 サントリー音楽賞[29]
- 1989年 大阪府民劇場賞[30]
- 1991年 大阪芸術賞[30]
- 1993年 京都音楽賞大賞[30]
- 1994年 毎日芸術賞（東京交響楽団と受賞）[5]
- 1995年 芸術選奨文部大臣賞[30]
- 1996年 モービル音楽賞（東京交響楽団と受賞）[5]
- 2001年11月 紫綬褒章[5]
- 2007年 川崎市文化賞[30]
- 2008年 広島市民賞[30]
- 2011年6月 旭日小綬章[5]
- 2014年
  - 文化功労者[5][31]
  - 中国文化賞[31]
  - 徳島県特別功労賞[23]
- 2015年 渡邉暁雄音楽基金特別賞[23]

## エピソード

### 東京交響楽団との長年にわたる関係（楽団の経営破綻から再建・復活と挑戦）
- 東京交響楽団でデビューしたわずか1カ月半後に楽団の解散が発表され、団員たちと自主運営で活動を再開、毎日が練習、本番のきついスケジュールをこなした[32]（1カ月に32回公演したこともあったという[33]）。
- 東響に出演機会を与えるためにスタートした音楽番組「題名のない音楽会」に数多く出演した[34]。
- 東響が1980年に再建を果たした後、シェーンベルクの「グレの歌」、歌劇「モーゼとアロン」などの大作を指揮、ラッヘンマンの歌劇「マッチ売りの少女」などの日本初演を行い成功を収めた[35]。
- 東響との共演は、生涯最後の公演となる2024年12月31日の「MUZAジルベスターコンサート2024」[1][26]まで1350回以上に及んだ[26]。

### バンクーバー交響楽団桂冠指揮者、広島交響楽団終身名誉指揮者として
- バンクーバー交響楽団音楽監督就任後、その地がすっかり気に入り、バンクーバーに本宅を構え暮らしている[36]。
- 本人は、これまで関わった数多くのオケの中で、東京交響楽団、バンクーバー交響楽団とともに広島交響楽団が、思い出が多く愛着が強い楽団だと語っている[37]。

### 鉄道マニア
- 鉄道マニアとしても有名であり[38]、1990年、岐阜県の樽見鉄道に、蒸気機関車による「オーケストラ列車」を走らせ、沿線の公園で野外公演を実現したこともあるほどである[39]。
- 鉄道模型の収集家でもあり、鉄板を切って自作するほどの腕前。バンクーバーの自宅には、模型の他、鉄道グッズのコレクションを集めた一室がある[39][40]。
- 中学までは青山学院に在学。同期に作曲家の筒美京平がいた。小学生の頃、電車での通学時に、あまりに熱心に運転室を覗き込んでいたため、運転士が中に入れ実際に運転をさせてくれたという、古き良き時代ならではのエピソードもある[39]。